# Alosa sphaerocephala
Alosa sphaerocephala es una especie de pez de la familia Clupeidae en el orden de los Clupeiformes.

## Morfología
Los machos pueden alcanzar 25 cm de longitud total.
Dientes bien desarrolladas en ambas mandíbulas.

## Reproducción
Desova al norte y al este del mar Caspio desde mediados mayo hasta finales de junio, a temperaturas entre 18-20 °C y a 3 m de profundidad aproximadamente. Los alevines se trasladan hacia el sur en el otoño (más tarde que los demás clupéidos).

## Distribución geográfica
Se encuentra en el mar Caspio.